# 白川方明
白川 方明（しらかわ まさあき、1949年（昭和24年）9月27日 - ）は、日本の中央銀行家、経済学者（金融政策・決済システム）。2008年（平成20年）に、第30代日本銀行総裁に就任、2013年（平成25年）に辞任。その後、青山学院大学の特任教授に就任。
学位は経済学修士（シカゴ大学）。日本銀行審議役、日本銀行理事、京都大学大学院公共政策教育部教授、東京大学金融教育研究センター客員研究員等を歴任した。日本銀行総裁退任後、2013年9月1日付で、青山学院大学国際政治経済学部特任教授に就任。

## 来歴

### 生い立ち
福岡県小倉市（現・北九州市小倉北区）出身。福岡県立小倉高校、東京大学経済学部卒業。シカゴ大学大学院（経済学専攻）修了。東大時代、旧民社党系シンクタンクである民主社会主義研究会議（民社研）に所属し、活動。経済学部では小宮隆太郎ゼミに属した。

### 日本銀行
1972年（昭和47年）4月日本銀行入行。シカゴ大学大学院経済学修士。シカゴではミルトン・フリードマンの授業を受けた。その後、大分支店長、ニューヨーク駐在参事などを歴任。2002年（平成14年）7月 日本銀行理事（金融政策担当）に就任。2006年（平成18年）まで4年間務める。

### 京都大学
2006年（平成18年）7月、京都大学大学院公共政策教育部（いわゆる公共政策大学院）にて教授に就任し、2008年（平成20年）3月まで務めた。また、東京大学の金融教育研究センターにて客員研究員も兼任した。

### 日本銀行副総裁（総裁代行）
2008年（平成20年）3月13日、日本銀行副総裁として国会の同意が得られたため、3月19日の持ち回り閣議を以て、日本国政府より日本銀行副総裁に正式に任命された。
かつて日本銀行総裁は、大蔵省OBと日銀叩き上げが交代で務める「たすきがけ人事」が続いていたが、28代の速水優、29代の福井俊彦と2代続けて日銀OBが就任していた。福井の任期満了に伴う次期総裁人事において、日銀の独立性が確保されるかが争点となる中、日本国政府が国会に提示した武藤敏郎（日銀副総裁）および田波耕治（国際協力銀行総裁）の総裁人事案は、ねじれ国会の野党が多数を占める参議院で否決され、3月19日で総裁を退任した福井が3月20日付で副総裁に就任する白川を「次期日銀総裁が就任するまでの間、総裁の職務を代行する者」に指名した。これにより、白川は副総裁就任と同時に日本銀行総裁職務代行者となった。

### 日本銀行総裁
白川方明は、日本銀行副総裁就任後直ちに総裁職の代行を務めたが、日銀総裁の空席による総裁代行の立場が長期間続くと、総裁代行という立場では内外の経済問題への対処が難しくなる恐れが指摘された。この間、モルガン・スタンレー証券のロバート・フェルドマン経済研究主席は、日銀総裁人事などの重要案件には「特定の基準に照らして開かれた議論」が望ましいと主張し、中央銀行マン・官僚・財界人ら19人を「マクロ経済学と独立性」「政策決定機関のトップをつとめた経験」「国内外のネットワーク」の3指標で採点した結果を「次期日銀総裁 -- 候補者を比較する」と題する調査報告書として発表した。
最も評価が高かったのは、小泉純一郎内閣で経済財政担当相や金融相などを歴任した竹中平蔵と、日銀出身で金融研究所所長や経済協力開発機構（OECD）の副事務総長を務めた重原久美春で、武藤は「マクロ経済学と独立性」で17位、ほかの二つの基準で18位にとどまり、田波はいずれの基準でも最下位であった。こうして、特に海外では重原久美春の日銀総裁就任を待望する声が高まったが、結局、既に総裁職務代行者であった白川が国会の同意を得て、2008年（平成20年）4月9日に、第30代日銀総裁に就任した。日銀総裁空白期間は20日間であった。2011年（平成23年）1月からは、国際決済銀行（BIS）副議長に就任。日本人のBIS副議長就任は、1939年（昭和14年）に加納久朗横浜正金銀行（現三菱UFJ銀行）ロンドン支店支配人が就任して以来のことで、日銀総裁としては初めてであった。
2013年（平成25年）2月5日、同年4月8日の総裁任期の5年満了を待たずして、3月19日付で日本銀行総裁を辞職することを表明した。

## 経歴

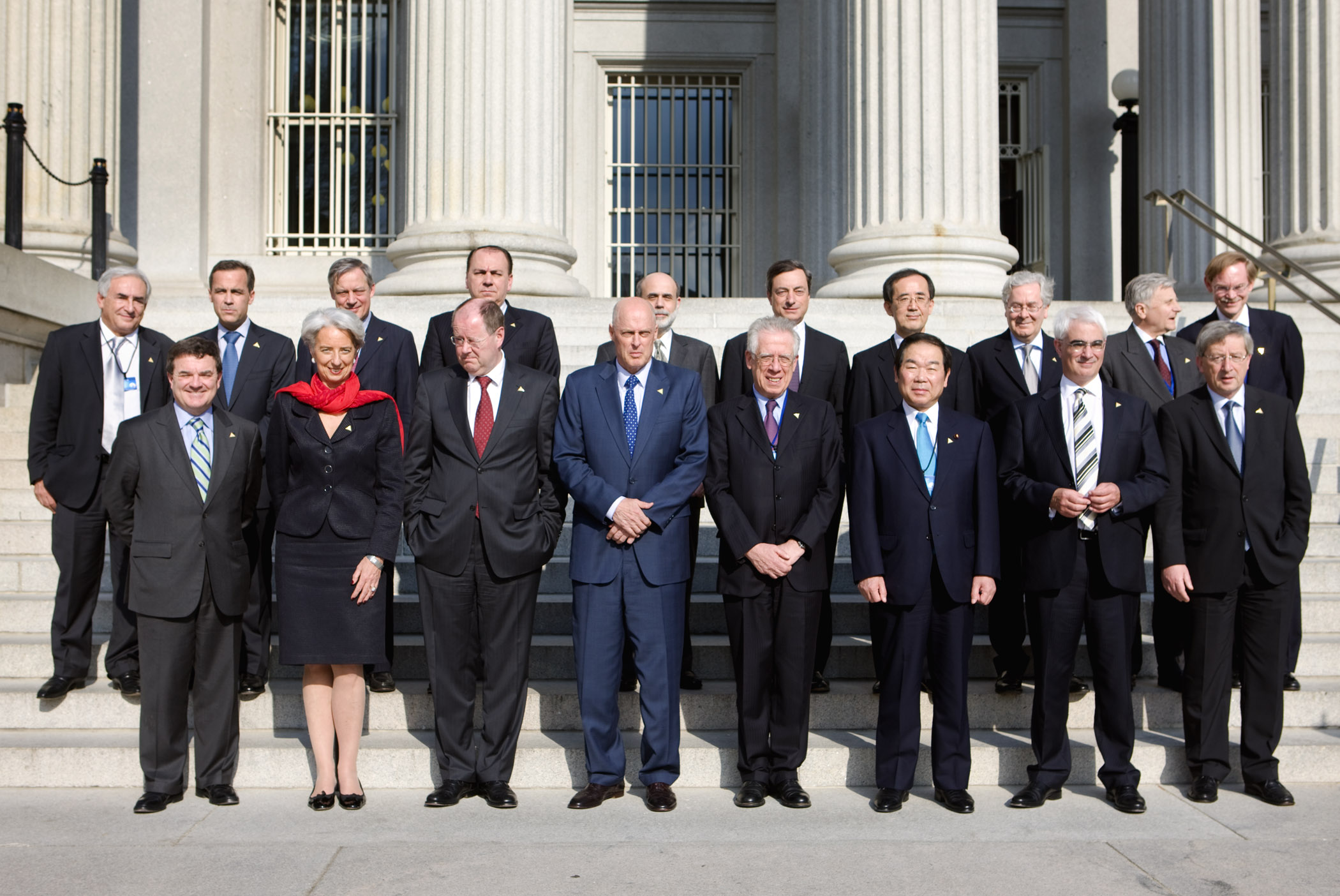
2008年4月11日、米財務省でのG7財務相・中央銀行総裁会議にて

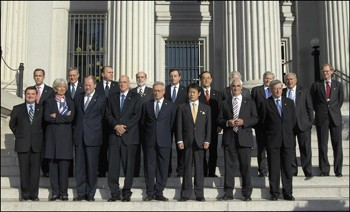
2008年10月10日、米財務省でのG7財務相・中央銀行総裁会議にて

- 1972年（昭和47年） - 日本銀行入行
- 1990年（平成2年） - 信用機構局信用機構課長
- 1993年（平成5年） - 企画局企画課長
- 1994年（平成6年） - 大分支店長
- 1995年（平成7年） - ニューヨーク駐在参事
- 1996年（平成8年） - 金融研究所参事
- 1997年（平成9年） - 審議役（国際資本市場担当）
- 2000年（平成12年） - 審議役（企画調査担当）
- 2002年（平成14年） - 日本銀行理事
- 2006年（平成18年） - 京都大学大学院公共政策教育部教授
- 2008年（平成20年）
  - 3月20日 - 日本銀行副総裁（総裁代行）
  - 4月9日 - 日本銀行総裁
- 2012年（平成24年）12月3日 - フランスのレジオン・ドヌール勲章シュヴァリエを受章[8]
- 2013年（平成25年）
  - 3月19日 - 日本銀行総裁を辞任
  - 9月1日 - 青山学院大学国際政治経済学部国際経済学科教授（任期1年）
  - 10月 - プロモントリー・フィナンシャル・グループ（英語版）（本社：米国）の上級顧問（非常勤）就任。
- 2016年（平成28年） - 三菱地所取締役[9]

## 人物
経済学者の浜田宏一は、学生時代の白川を「数学やグラフを使って経済学を考えることが得意な人物であった」と語っている。
学者肌の人物であり、過去の日銀総裁と比較して、政官界や財界とのパイプや交渉力などは未知数であるとの評もあったが、大学教授時代も現場復帰を熱望していたという。金融政策を担当する企画局勤務が長く、急な就任にも日銀トップとして違和感がないとされる。
金融政策を語り出すと止まらなかったり、「日銀の仕事は面白い」と語ることなどから、周囲から「趣味は金融政策」などと言われるが、後輩の翁邦雄によれば、「趣味は金融政策というより中央銀行そのもの」であり、狭義の金融政策を超えて、日銀機能の強化といった課題にも意欲を燃やしているという。ミルトン・フリードマンの『A Monetary History of the United States』を愛読書の一つだと述べている。他に趣味としてバードウォッチングを楽しむ。
白川は日銀総裁退任の会見で、生まれ変わったらもう一度総裁に就くかと問われ「そうは思わない」と明確に否定し「とりあえずあすから自由の身になるので、バードウオッチングをしたい」と述べている。

## 金融政策
日本銀行総裁就任後の4年間、リーマン・ショックや東日本大震災、欧州債務危機に立て続けに見舞われ、リーマン・ショックの2年後から小出しに15回の金融緩和に踏み切り、5年の在任期間で資産買い入れ額を101兆円まで増額した（2013年末までの残高目標）。白川は中銀としては異例の上場投資信託（ETF）や不動産投資信託（J-REIT）にまで買い入れ資産を拡大している。
東日本大震災直後の2011年（平成23年）3月14日の定例記者会見で、「前代未聞の震災が起こった割には基金増額の規模や内訳がしょぼいのではないか」との声が出たのに対し「決してしょぼくない」と反論している。
ゼロ金利政策、量的緩和政策に対しては、効果が「限定的」であるとしてきわめて批判的であった。量的金融緩和について、京都大学教授時代に執筆した著書『現代の金融政策』で、「景気・物価に対する刺激という点で中心的な効果は時間軸効果であり、量の拡大はほとんど効果を発揮しなかった」としている。また、白川は「FRBは流動性の供給を拡大しているが、物価を押し上げる力は乏しい」と主張している。
日銀のマネタリーベースの増やし方は先進国で最大で、これだけ金融緩和をしても経済が成長していかないことの方が問題と指摘し、人口減少と高齢化の中で成長力をどう高めるかが課題との持論を持っている。
2013年（平成25年）3月7日、金融政策決定会合後に記者会見で、金融緩和が効果を出すには「中長期的な財政規律が重要である」と強調し、政府に財政再建の取り組みを促している。

### 物価
白川方明は、日本のデフレーションの原因について
1. 規制緩和などによる、内外価格差の縮小
2. 労使の雇用確保の重視による、サービス産業などの賃金低下
3. バブル崩壊後の国民の自信喪失による、需要不足の発生

を挙げている。また、白川は「デフレには様々な定義があり、一概には定まらない」と指摘している。
デフレ脱却には「生産性の向上」が必要であり、それには「民間企業と政策当局双方の努力が必要である」と強調し、政府は「企業が熾烈なグローバルな競争環境に置かれていることを踏まえて、さまざまな制度や仕組みを見直すことが重要である」と述べている。
2009年（平成21年）11月20日、金融政策決定会合後の記者会で、「持続的な物価下落は、マクロ的需給バランスが緩和していること、言い換えると需要の弱さの結果として生じる現象」と指摘し、「需要自体が不足している時には、流動性を供給するだけでは物価は上がってこない」との考えを示した。
2009年（平成21年）11月4日、白川は都内の講演で「物価下落が起点となって景気を押し下げる可能性は小さい」と述べている。
2012年（平成24年）4月21日、米ワシントンで講演し「中央銀行の膨大な通貨供給の帰結は、歴史の教えにしたがえば制御不能なインフレーションになる」と述べた。
白川は中央銀行の総裁という立場から、日本でハイパーインフレーションが起きる起きないということ自体に、言及することは不適切との考えを示している。
2013年（平成25年）2月28日、日銀総裁在任中最後の講演で「多くの国民は単に物価だけが上がることを望んでいる訳ではない」とし、金融緩和による物価上昇による実質所得の低下などの副作用を懸念した。
2013年（平成25年）3月19日、退任記者会見で、日銀が市場の期待に働きかけて物価上昇を目指す手法（リフレーション）について「期待に働きかけるという言葉が、中央銀行が言葉によって市場を思い通りに動かすということであれば、そうした市場観や政策観に私は危うさを感じる」と述べた。
白川は「マネタリーベースを増やせば物価が上昇するという相関関係は断ち切られている」と指摘し、デフレの原因については「すべての経済現象を貨幣現象だけで説明できるわけではない」「金融緩和と供給面、構造面での努力が相まってデフレの根本的な問題に対処できる」と金融政策だけでデフレは克服できないとの考えを重ねて強調した。
2014年（平成26年）5月13日、アメリカ合衆国のダートマス大学タック・スクール・オブ・ビジネスでの講義で「日本経済の主な問題はデフレではなく、人口動態である」と述べている。また同講義で「デフレーションは極めて低い失業率の裏返しである」と述べている。

#### 物価安定の目途
2012年（平成24年）2月14日に、日本銀行が設立した中長期的な物価安定の目途1%について、「プラス2%で政策を運営すると、過去に経験のない事態が起きるので大変不確実性が高く、経済活動に悪影響を与える」「海外が2%だからといって日本も2%を目指すというのは間違い」と述べた。

#### インフレターゲットについて
2009年（平成21年）11月3日、白川は講演で「インフレ誘導政策を採用すれば、様々な問題が起こる」「中央銀行はそのような政策は決して行わない」と述べている。
2012年（平成24年）11月12日、都内の講演でインフレ目標について「物価も賃金も上がらない状況が長く続いた日本経済では現実的でない」と述べ、否定的な見解を示した。また、日本の消費者や企業では「物価は上がらないのが普通だという感覚」が定着していると述べた。

### 為替
「為替は金融政策によって変わる」というマネタリーアプローチは白川がシカゴから持ってきた理論である。経済学者のハリー・G・ジョンソン、ジェフリー・フランケルの論文の「国際収支の不均衡は貨幣市場の不均衡によってもたらされ、調整は金融政策が有効である」という説を引用し、マネタリーアプローチに基づく為替レートの実証分析についての論文を、留学して戻ってきた1970年代に発表している（白川方明「マネタリー・アプローチについて」『金融研究資料』第3号、1979年8月）。論文には「為替変動などの経済現象に対しては日本銀行の金融政策が有効である」と書き記している。
2012年（平成24年）5月24日の衆院特別委員会で、2001年（平成13年）3月から2006年（平成18年）3月まで実施した、量的緩和政策の経験を踏まえ、「マネタリーベースが増えている時に円高になり、量的緩和解除後にむしろ円安になっている」と指摘し、量と為替に明確な相関を見出せないとの認識を示した。
2013年（平成25年）2月28日、日銀総裁の任期中最後の講演で「（過去15年間にたびたび訪れた）円安局面でも潜在成長率は上昇しなかった」と指摘している。

### 財政ファイナンス
中央銀行が国債を引き受けないのは「国の形」だと表現し、引き受けた場合の副作用を厳しく警戒している。
2013年（平成25年）1月9日の経済財政諮問会議で「日銀が財政ファイナンス（赤字の穴埋め）をしているという懸念をもたれないように、財政再建に取り組むことが重要だ」と述べている。

### 安倍首相の意向による日銀体制の改革
自民党の安倍晋三総裁は、2012年（平成24年）11月に、インフレ目標2%を達成するまで、無制限な金融緩和をすべきと選挙公約し、政権を取ると直ちに、これまでの白川日銀とは大きく路線の違う量的金融緩和を日銀に実行させた。これらにより、急速に円高が是正され、野田佳彦が衆議院解散を表明してから、5カ月で20円の円安が進んだ。また、株価も急速に改善し、2013年（平成25年）5月15日には、5年カ4月ぶりに日経平均株価が15,000円台を回復した。また、安倍は大胆な金融緩和のために、日銀総裁・副総裁の人事にも大きな影響力を行使した（#白川退任後の日銀体制）。

## 評価
2012年（平成24年）、金融経済部門の優れたリーダーとして、日本人で初めて米国の「外交評議会（FPA）メダル」を受賞した。
2012年（平成24年）12月3日、フランスの貴重な理解者であるとされフランス銀行のクリスチャン・ノワイエ総裁により、レジオン・ドヌール勲章シュヴァリエに叙された。

### 世界のメディアの評価
- 2011年（平成23年）9月24日、アメリカのワシントン・ポスト紙は「新たな経済危機を回避するために努力する世界の指導者」の一人として、白川を全身写真付きで紹介し「世界三位の経済大国で一貫した政策を唱えている」と評価し、急激な円高是正のための為替介入を担った中心人物とした[46][47]。
- 2012年（平成24年）8月、アメリカのグローバル・ファイナンス誌が毎年公開している世界の中央銀行総裁の評価によると、白川は「C－」であった[48]。
- 2012年（平成24年）12月、ウォール・ストリート・ジャーナルがアメリカなどの経済評論家に、世界の5大中央銀行総裁の格付けを依頼したところ、白川は圧倒的に最下位の評価であった[49]。
- 2013年（平成25年）3月8日、中華民国（台湾）の中央社商情網は、白川を指して「無能」と評価、白川が任期を待たずに辞任したことは、白川の能力の無さが原因であるとした[50]。
- ブルームバーグ・ビジネスウィーク誌は「日銀の資産（バランスシート）を50%拡大、インフレ目標を導入し、ショックから国の銀行システムを守った」と評し「少なくとも1982年以来、最も積極的な総裁」「日銀の130年の歴史の中で最も大胆だったかもしれない」と指摘する一方で、同じ期間にバランスシートを250%拡大した米連邦準備委員会（FRB）や、倍増させた欧州中央銀行（ECB）に比べると「遅れをとり」相対的に円高を招いたと指摘している[51]。

### 学者・エコノミストの見解
- ノーベル経済学賞受賞のポール・クルーグマンはデフレ脱却政策に関して「中央銀行の独立性への介入に関しては、もはやあれこれ躊躇すべきではない。日本のGDPデフレーター（名目GDPを実質GDPで割った値。経済全体の物価動向を示す）は、ここ13年間、下がりっ放しである。それなのに今、日銀が重い腰をあげないというなら、（その責任者たる総裁は）銃殺に処すべきである」と述べている[52]。
- 浜田宏一は「学生の頃の彼の聡明ぶり、分析力の鋭さには感銘を受けた。今は世界から首を傾げられる『日銀流理論』を言わなくてはいけない状況に追い込まれている」と指摘している[53]。浜田は「日本銀行は、金融政策というこれらの課題に十分立ち向かうことのできる政策手段を持っている。日本銀行はそれを認めようとせず、使える薬を国民に与えないで、日本銀行が国民と産業界を苦しめていることを自覚していただきたい[39]」「聡明な総裁のことだから、デフレと不況に苦しむ国民の立場から、その原因となっている緊縮金融政策を改めてくださることを願っている」と指摘した[54]。また、浜田は「白川さんの頭の中は、金融業界さえ安定していれば、一般国民がどんなに失業してもかまわないと思っているかのように見える。教えていたころは、人の苦しみもわかる学生と思っていたが、失業、倒産の苦しみより日本銀行の組織防衛のほうが重要になってしまったのだろうか」と述べている[55]。また、白川の実績について、デフレ脱却を実現できなかったとしてA-Cの評価で最低のCとした[56]。浜田は、白川の人間性は評価しながらも日銀総裁としては「その信念は日銀や日本のジャーナリズムだけに通用する真理にすぎず、デフレと円高で国民を苦しめたという事実は、歴史として残る」と評価した[57]。
- 経済学者の岩田規久男は「白川総裁の発言から、政府の成長戦略で生産性を高める必要性や、過度な流動性供給の副作用への言及など副作用を恐れてデフレを甘受するという日銀理論が垣間見える」と指摘している[58]。
- 経済学者の若田部昌澄は「講演を聞くかぎり、デフレの原因には金融政策はまったく関係しないと考えている」と指摘している[59]。
- 経済学者の高橋洋一は白川日銀は数か月後、早いと翌月には金融引き締めを行うのでほんの短期間でしか総量を増やさず、むしろインフレ率がプラスに転じるのを徹底拒否するデフレターゲットを設定してるとしか思えない政策を繰り返してきたと指摘している[60]。
- 元日銀審議委員の中原伸之は「『失われた20年』生んだ」「白川総裁はデフレに有効な政策を打てなかったにもかかわらず、海外では『（日銀は）孤独な先駆者』と自画自賛した」「自らの理論に拘り異なる意見に耳を傾ける謙虚さに欠けていた」「円高やデフレで人々の暮らしは苦しくなったのに傍観者的立場に終始していた」と指摘している[61]。
- 経済学者の小幡績は「長期的に日本経済にベストの案に一番近い中で、政治からの要求を最低限満たす政策を目指していた」と指摘している[62]。
- 元日銀政策委員の水野温は「ショックに対し金融システムを確保する上で素晴らしい仕事をした」と評価する一方で「コミュニケーション面で緩和のインパクトを低減させてしまった。弱気な表情で副作用の説明をやり過ぎた」と指摘している[51]。
- エコノミストの村嶋帰一は「白川の任期は2008年4月に始まっており、世界金融危機以降ときれいに重なっている。誰が総裁でも難しいかじ取りを迫られる局面だった可能性が高い」と評価する一方で「金融政策の効果の限界をしばしば率直に指摘したことも、金融緩和のアナウンスメント効果を弱め、円高を招いてしまった」と指摘している[63]。
- 白川の「（デフレ脱却には）民間企業・金融機関・政府・日銀がそれぞれの役割に即して取り組みを続けることが重要である」という発言について、中野剛志は理解を示しており、「『消費税増税をしてデフレを悪化させておきながら、デフレ対策の責任をすべて日銀に押しつけられてはたまらない』という気持ちなのであろう」「デフレ脱却は金融政策だけではなく、あらゆる手段を総動員してレジーム・チェンジしなければ成し遂げられない。日銀だけが『インフレターゲット』政策を導入して金融緩和を行っても焼け石に水で終わる」と主張している[64]。

### 財界の見解
- 日本経済団体連合会の米倉弘昌会長は、白川の辞任に際し、白川に経済活性化面での功績が乏しいので、「組織を良く動かし、機動的な金融政策に取り組み、財政に対する国際的な信認を守るよう必死の努力をされた」「常に正論を吐かれ、国際会議の場で日本に対する信頼を維持した。最後までベストを尽くされた」と批評した[65]。

### 日本国内のメディアの評価
- 毎日新聞は、「主流の経済学者は日銀犯人説（貨幣数量説）をとらない」「白川は正統派経済学の教義に忠実な理論派」「リーマン・ショックや欧州通貨危機から日本を隔離したのは大きな手柄」「政府・日銀の2%合意は日銀の独立性を首の皮一枚残したアートの極み」「政治に注文をつけ続けたから、政治家の不興をかった」と論じている[66][67]。
- 日本経済新聞は、リーマン・ショックや東日本大震災、欧州債務危機などに直面しながら、金融システムの安定を守り抜いたと評価し「日本の金融機関が、欧米勢が撤退したアジア市場に乗り込み、成長戦略の先陣を担う環境を維持したのは白川の功績だ」と指摘している[61]。
- 白川の「膨大な通貨供給の帰結は、歴史の教えにしたがえば制御不能なインフレになる」「人々は将来の財政状況への不安から支出を抑制し、そのことが低成長と緩やかなデフレの一因になっている」といった意見について、産経新聞特別記者田村秀男は「FRBは2008年9月以降、現在までに3倍以上もドル札を刷ったが、インフレ率は穏当、株価は回復著しく、個人消費や民間設備投資は上向きになっている。歴史上の通貨大量発行による制御不能なインフレは、モノの供給能に乏しい敗戦直後の日本やドイツなどに限られる」「政府債務が増え続けるから消費が減り、デフレが起きるというのは根拠に乏しい俗説である。1997年の橋本龍太郎政権による消費増税・緊縮財政以降、日本は慢性デフレにはまりこんだ。勤労者世帯の2011年のひと月当たり可処分所得は1997年に比べ15%、7万6700円減った。この間の消費者物価下落幅は3.3%で家計消費は3%減にとどまっている。家計の実質消費は下がらず、所得だけが落ち込んだ。消費減がデフレの原因ではない」と主張した[68]。田村は白川はインフレ率ゼロ%以下を追求した金融政策を実施し、金融緩和には消極的で、外部から金融緩和圧力が高まると、小出しに金融緩和を行った[69]。このことは早期に大胆な金融緩和に踏み切り景気の回復に成功したFRBと対照的とし、「15年デフレ」の立役者と指摘している[69]。

### 退任会見後の株価の動きに関する報道
2013年（平成25年）2月に行われた、辞任の発表を市場は歓迎し、日経平均株価は3%上昇したと一部では報道された。中央銀行総裁の辞任のニュースだけで、株価が3%も上がるというのは世界でも例がないことである。ただし、辞任と株価変動と直接の関連は不明である。

## 他の主要国の中央銀行との比較

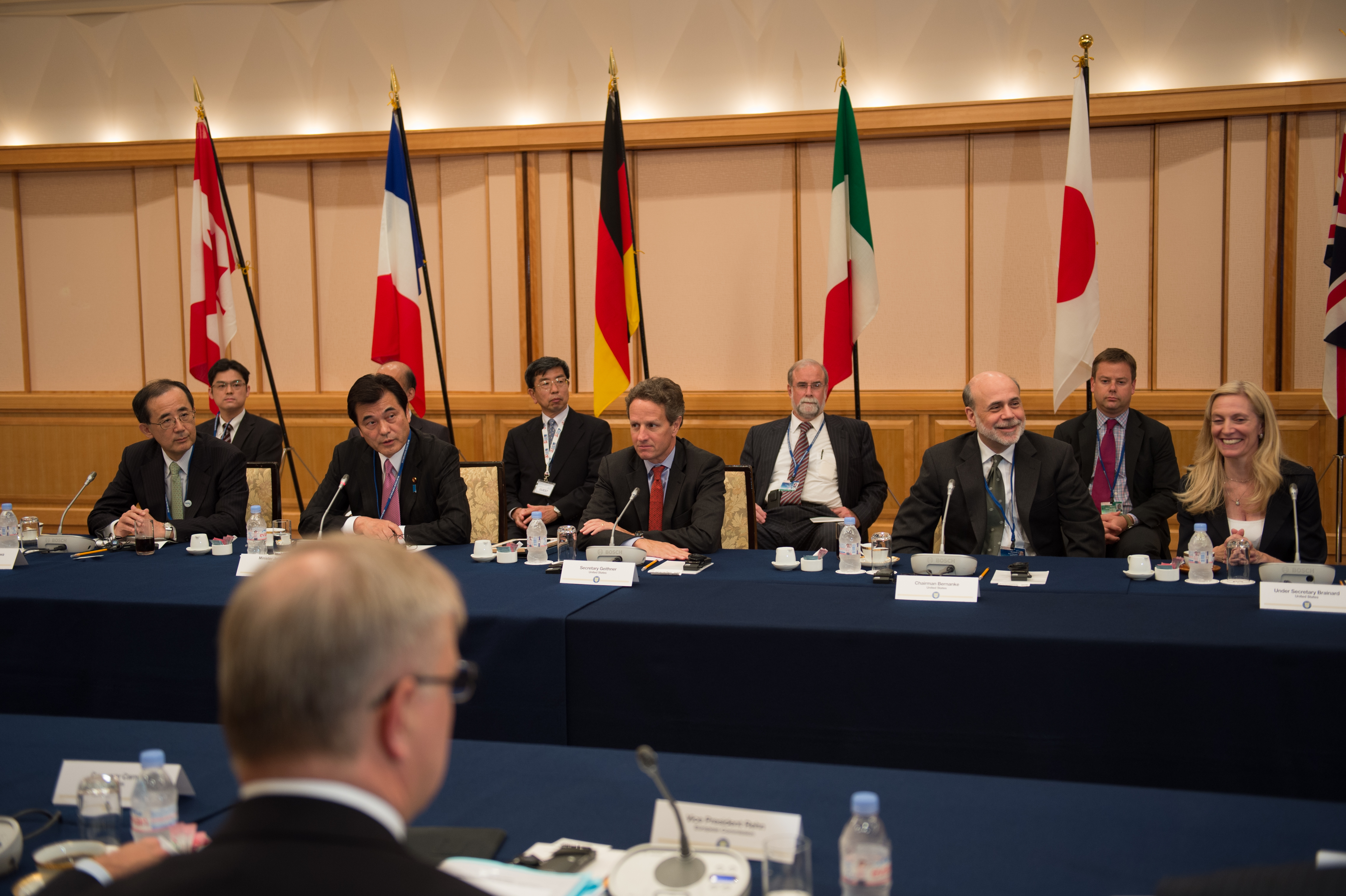
2012年10月11日、G7財務相・中央銀行総裁会議に出席した（前列左から）白川日銀総裁、城島財務相、ガイトナー米財務長官、バーナンキFRB議長

白川と重なる時期に活動したベン・バーナンキFRB議長は、世界的な金融危機とその余波に対しては、即座にマネタリーベースを増加させるなど、きわめて大規模な量的緩和で果敢に対処し（マネタリーベースは最終的に約5倍）、白川とは対照的な行動をとった。また、フォワード・ガイダンスの手法も用いた。これらのことによって、バーナンキはアメリカ経済をいち早く回復させ、賞賛に値するとされている。
また、藤原正彦は以下のように述べた。「デフレ不況を十数年も放置してきた責任の大半は日銀にあるのだ。リーマン危機以来、アメリカは通貨供給量を三倍に増やすなど米英中韓その他主要国の中央銀行は猛然と紙幣を刷り景気を刺激した。日銀は微増させただけで静観を決めこんでいる。ここ三年間で円がドル、ユーロ、ウォンなどに対し三割から四割も高くなったのは主にこのせいだ。今すべきことは、日銀が数十兆円の札を刷り国債を買い、政府がその金で震災復興など公共投資を大々的に行い名目成長率を上げることだ。札が増えるから円安にもなる。工場の海外移転にも歯止めがかかる。ここ十四年間、経済的困窮による自殺者が毎年一万人も出ている。日銀は動かない。」

## 白川退任後の日銀体制

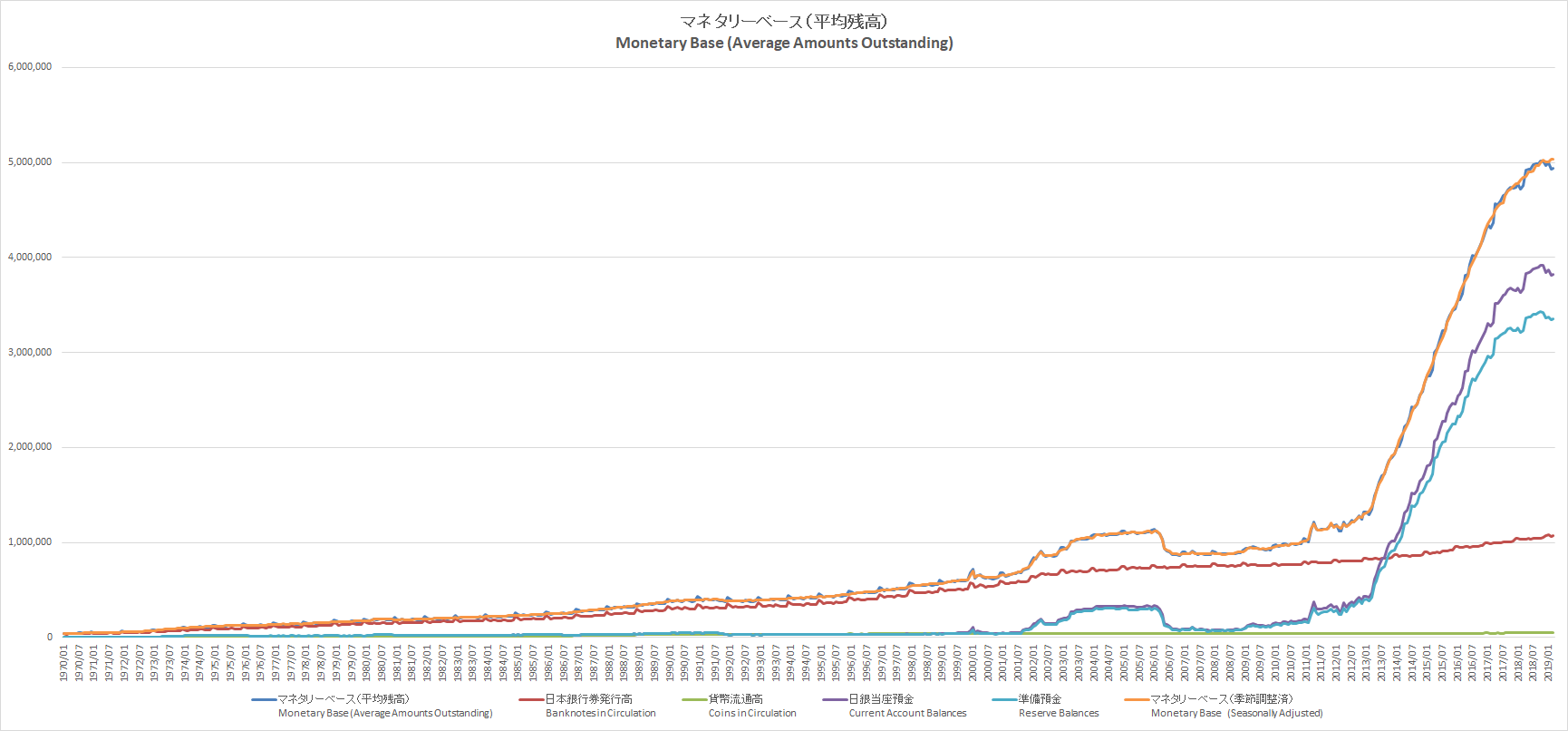
日銀のマネタリーベースの推移。1990年より。縦軸の単位は兆円。

2013年（平成25年）3月、安倍首相は白川退任後、量的金融緩和に積極的な黒田東彦や岩田規久男を総裁や副総裁に採用した。長年、日本銀行を批判してきた黒田は、15年にわたる日本のデフレーションの責任の所在を問われると「責務は日銀にある」と明言している。実際に、黒田はリーマン・ショック後に日銀の金融緩和が欧米より消極的だったことが円高の一因と指摘し、2013年4月、これまでになかった大規模な量的金融緩和策を発表、実行した（右図）。
2014年（平成26年）1月31日に発表された、12月消費者物価指数（除く生鮮、コアCPI）は前年比プラス1.3%と、黒田日銀の2014年度見通しに一致するところまで順調に上昇し、白川の主張したような「制御不能なインフレの発生」（上述）、「マネタリーベースを増やせば物価が上昇するという相関関係は断ち切られている」（上述）ことを示す現象は起こっていない。

## 著書
- 『バブルと金融政策-日本の経験と教訓』（日本経済新聞社、香西泰、翁邦雄との共同編集 2001年）
- 『現代の金融政策-理論と実際』（日本経済新聞社　2008年）
- 『中央銀行: セントラルバンカーの経験した39年』（東洋経済新報社　2018年）
第32回和辻哲郎文化賞受賞（2019年度・一般部門）